# UTC−09:30

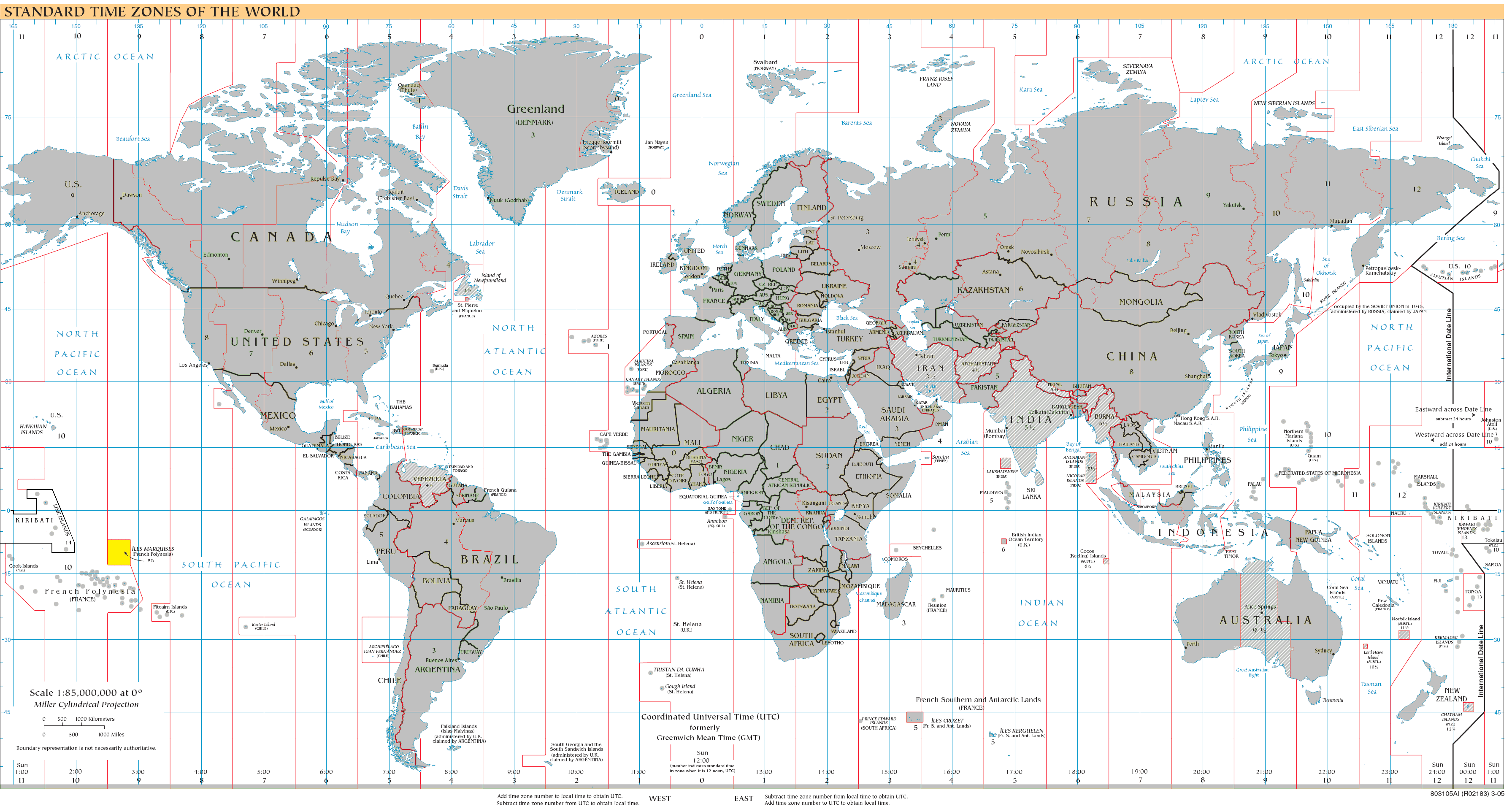
území, kde čas UTC-9:30 platí celoročně
území, kde čas UTC-9:30 platí sezónně v zimním období
území, kde čas UTC-9:30 platí sezónně v letním období
území, kde čas UTC-9:30 neplatí
mořské plochy spadající do pásma UTC-9:30
mořské plochy nespadající do pásma UTC-9:30
Poznámka: Stav k roku 2008

UTC-09:30 je zkratka a identifikátor časového posunu o -9½ hodiny oproti koordinovanému světovému času. Tato zkratka je všeobecně užívána.
Výjimečně lze nalézt o zkratku V*.
Zkratka se často chápe ve významu časového pásma s tímto časovým posunem. Tento čas je neobvyklý a jeho řídícím poledníkem je 142°30′ západní délky; pásmo by teoreticky mělo rozsah mezi 135° a 150° západní délky.

## Jiná pojmenování
| zkratka | česky | anglicky       | poznámka                    | odkaz |
| MART    | -     | Marquesas Time | viz časová pásma ve Francii | [ 3 ] |

## Úředně stanovený čas
Tento čas je používán na následujících územích.

### Celoročně platný čas
- Francouzská Polynésie (Francie) — standardní čas[p 8] platný na části území (Markézy)